# Łącko, West Pomeranian Voivodeship
Łącko [ˈwɔnt͡skɔ] (trước đây là Lanzig của Đức) là một ngôi làng thuộc khu hành chính của Gmina Postomino, thuộc hạt Sławno, West Pomeranian Voivodeship, ở phía tây bắc Ba Lan. Nó nằm khoảng 8 kilômét (5 mi) phía tây Postomino, 18 km (11 mi) về phía bắc Sławno và 181 km (112 mi) về phía đông bắc của thủ đô khu vực Szczecin.
Trước năm 1945, khu vực này là một phần của Đức. Đối với lịch sử của khu vực, xem Lịch sử của Pomerania.
Ngôi làng có dân số là 231 người.